# Lanckorona (gmina)
Lanckorona – gmina wiejska w Polsce położona w województwie małopolskim, w powiecie wadowickim. W latach 1975–1998 gmina administracyjnie należała do województwa bielskiego. Siedziba gminy to Lanckorona. Gmina położona jest w paśmie Pogórza Wielickiego, na pograniczu z Beskidem Średnim.
Gminę zamieszkiwało 6235 osób według stanu na 1 stycznia 2019 r.

## Struktura powierzchni
Według danych z roku 2002 gmina Lanckorona ma obszar 40,61 km², w tym:
- użytki rolne: 69%
- użytki leśne: 25%

Gmina stanowi 6,29% powierzchni powiatu.

## Demografia
Dane z 31 grudnia 2019 r.:
| Opis                              | Ogółem | Ogółem | Kobiety | Kobiety | Mężczyźni | Mężczyźni |
| --------------------------------- | ------ | ------ | ------- | ------- | --------- | --------- |
| jednostka                         | osób   | %      | osób    | %       | osób      | %         |
| populacja                         | 6245   | 100    | 3208    | 51,4    | 3037      | 48,6      |
| gęstość zaludnienia (mieszk./km²) | 154,5  | 154,5  | 79,3    | 79,3    | 75,1      | 75,1      |

- Piramida wieku mieszkańców gminy Lanckorona w 2014 r.[4]

## Honorowi Obywatele Gminy Lanckorona
| Honorowy obywatel | Data nadania         | Nadany tytuł                       | Zawód, pełniona funkcja                                                    |
| ----------------- | -------------------- | ---------------------------------- | -------------------------------------------------------------------------- |
| Kazimierz Wiśniak | 2 grudnia 2004       | Honorowy Obywatel Lanckorony       | scenograf, malarz, rysownik, były prezes Towarzystwa Przyjaciół Lanckorony |
| Anna Mitkowska    | 6 października 2005  | Honorowy Obywatel Gminy Lanckorona | architekt, wykładowca akademicki                                           |
| Ryszard Gondek    | 3 grudnia 2007       | Honorowy Obywatel Gminy Lanckorona | lekarz                                                                     |
| Mikołaj Sporadyk  | 30 października 2008 | Honorowy Obywatel Gminy Lanckorona | lekarz, pediatra                                                           |
| Anna Leszczyńska  | 26 listopada 2013    | Honorowy Obywatel Gminy Lanckorona | farmaceuta, prezes Towarzystwa Przyjaciół Lanckorony                       |

## Miejscowości
Na terenie gminy znajduje się 5 sołectw we wsiach:
Lanckorona, Izdebnik, Skawinki, Jastrzębia i Podchybie.

## Sąsiednie gminy
Budzów, Kalwaria Zebrzydowska, Skawina, Stryszów, Sułkowice